# Krichim (huyện)
Krichim là một huyện thuộc tỉnh Plovdiv, Bungaria. Dân số thời điểm năm 2001 là 8535 người.